# Laisälven
Der Laisälven (umesamisch Lájssuo) ist ein Fluss in den Provinzen Norrbottens län und Västerbottens län in Nord-Schweden. Er ist der größte Nebenfluss des Vindelälven.
Der Fluss hat seinen Ursprung im Nasafjäll nahe der norwegischen Grenze.
Von dort geht sein Lauf in südöstlicher Richtung, er durchfließt die Seen Tjeknalis, Padjejaure und Gautosjön.
Danach passiert er die Märkforsen-Stromschnellen und durchfließt den langgestreckten See Laisan.
Im Anschluss nimmt der Laisälven den rechten Nebenfluss Dellekjokk auf und setzt seinen Lauf in südöstlicher Richtung fort.
Erst kurz vor seiner Mündung in den vom Vindelälven durchflossenen See Nedre Gautsträsket etwa 10 km nördlich von Sorsele fließt er in die Provinz Västerbottens län und wendet sich nach Westen.
Die Länge des Laisälven beträgt 190 km.
Sein Einzugsgebiet umfasst etwa 3000 km².
Der Ort Laisvall liegt am Nordostufer des Laisan.
Der Laisälven ist naturbelassen.
Er ist beliebt bei Kanufahrern.
Im Fluss lassen sich Bachforellen und Saiblinge fangen.